# Яновський кінний завод
52°12′32″ пн. ш. 23°13′58″ сх. д. / 52.208889° пн. ш. 23.232778° сх. д.
Яновський кінний завод — кінний завод у Янові-Підляському, Польща. Один з найкращих в Європі, де розводили арабських коней. Існує з 1817 р. у складі Росії як державний завод; з 1918 р. — у складі Польщі. Між двома світовими війнами мав державну заводську стайню, утримував 120-160 жеребців напівкровних порід для парування робочих кобил сільського населення. Також — Яновський конезавод.